# Шатли сир Кир
Шатли сир Кир (фр. Chastellux-sur-Cure) насеље је и општина у источном делу централне Француске у региону Бургоња, у департману Јон која припада префектури Авалон.
По подацима из 2000. године у општини је живело 145 становника, а густина насељености је износила 13.74| становника/km². Општина се простире на површини од 10,55 km². Налази се на средњој надморској висини од 330 метара (максималној 397 m, а минималној 210 m m).

## Демографија
| 1962. | 1968. | 1975. | 1982. | 1990. | 1999. | 2011. |
| ----- | ----- | ----- | ----- | ----- | ----- | ----- |
| 160   | 187   | 159   | 171   | 159   | 141   | 149   |

График промене броја становника у току последњих година